# Полянський Віталій Олександрович
Полянський Віталій Олександрович (нар. 26 січня 1981 р. Дніпро) — український дзюдоїст, який виступав у важкій ваговій категорії серед чоловіків. Він здобув два українських титули в його ваговій категорії і відкрив захід, взяв бронзову медаль на літній Універсіаді-2007 у Бангкоку, Таїланд, і представляв свою країну Україну на літніх Олімпійських іграх 2004 року.
Полянський був обраний до складу української команди у важкій вазі серед чоловіків (+100 кг) на літніх Олімпійських іграх 2004 року в Афінах, як результат дев'ятки найкращих країн у рейтинговому списку Європейського союзу дзюдо. Полянський відкрив свій поєдинок блискучою перемогою іппон та оучі гарі (великий внутрішній зажим) над єгиптянином Ісламом Ель-Шехабі, перш ніж він зазнав поразки у своєму наступному поєдинку з ваза-арі, авасете іппон від італійця Паоло Б'янчессі. Коли Б'янчессі йшов вперед до етапу медального подіуму, Полянський мав собі шанс здобути бронзову олімпійську медаль через репешаж, але програв південнокорейцю Кім Сонбому іппоном та тані отоші (падіння долі) протягом півдороги до їхнього першого плей-офф драфту.